# Ranunculus stojanovii
Ranunculus stojanovii là một loài thực vật có hoa trong họ Mao lương. Loài này được Delip. miêu tả khoa học đầu tiên năm 1971.